# Ni no Kuni: Wrath of the White Witch
Ni no Kuni (яп. 二ノ国 Ни но куни, буквально Вторая страна, также известна как The Another World) — ролевая компьютерная игра, разработанная совместно Level-5 и анимационной студией Ghibli для Nintendo DS и позже вышедшая на PlayStation 3. Версия для Nintendo DS вышла под названием Ni no Kuni: Shikkoku no Madōshi (яп. 二ノ国 漆黒の魔導士 Ни но куни: Сиккоку но мадо:си, буквально «Вторая страна: Чёрный как смоль маг») 9 декабря 2010 года, а версия для PlayStation 3 получила название Ni no Kuni: Wrath of the White Witch (яп. 二ノ国 白き聖灰の女王 Ни но куни: Сироки сэйхай но дзёо:, буквально «Вторая страна: Королева священного белого пепла», с англ. «Вторая страна: Гнев белой ведьмы») и в Японии вышла 17 ноября 2011 года, а в остальном мире 22 января 2013 года в Северной Америке и 1 февраля 2013 года в Европе.
Западная версия для PlayStation 3 издается Namco Bandai Games и содержит японское и английское озвучивания. Из-за проблем с переводом магической книги на данный момент нет планов по локализации версии Nintendo DS. Несмотря на это, в коллекционное издание версии PlayStation 3 включена переведённая книга. На территории России за распространение игры отвечает компания 1С-СофтКлаб. Игра вышла на английском языке. В марте 2018 года вышел сиквел игры — Ni no Kuni II: Revenant Kingdom.

## Игровой процесс
В роли Оливера игрок принимает участие в битвах при помощи волшебной книги, полученной от Дриппи. Книга содержит самые разнообразные заклинания, которые срабатывают при рисовании палочкой. В ходе битв персонажи могут использовать различных фамильяров и использовать различные тактики. По мере прохождения магическая книга Оливера будет пополняться различной информацией об игровом мире, необходимой для игры. В меню есть бестиарий, короткие истории с подсказками по игре и другая информация, на которую ссылается игра.

## Сюжет
Ni no Kuni рассказывает о приключениях 13-летнего Оливера, жителя Моторвилля, чья мать Алли неожиданно умерла. Когда Оливер плакал, его слёзы пробуждают его куклу, подарок от Алли, оказавшуюся на самом деле феей по имени Дриппи (в японской версии — Сидзуки). Он вручает Оливеру книгу, которая позволяет ему использовать магию и попасть в «Ни но Куни», параллельный мир. Там Дриппи говорит, что Оливер может найти Алли в этом новом мире. Используя силу магии, Оливер и Дриппи проникают в Ни но Куни, где Оливер знакомится и умудряется подружиться с Эстер, Свейном и альтернативными версиями других знакомых ему людей (и зверей).

## Разработка
Ni no Kuni была анонсирована в японском журнале Famitsu в сентябре 2008 года. Президент Level-5 и CEO Акихиро Хино и продюсер студии Ghibli Тосио Сидзуки открыли в интервью журналу, что анимация для игры начала разрабатываться в июле 2008 года. В июльском номере за 2010 год журнала Famitsu Level-5 объявили о разработке версии для PlayStation 3.
Изначально игра должна была называться Ni no Kuni: the Another World, но 24 июня 2010 года Level-5 объявила, что версии для DS и PlayStation 3 будут носить разные названия: DS — Ni no Kuni: Shikkoku no Madōshi, а PlayStation 3 — Ni no Kuni: Wrath of the White Witch. Level-5 так же сообщила, что обе версии разрабатываются независимо друг от друга и поэтому в них будут разные данные, изображения, особенности и развитие сюжета. Общей будет лишь основа сюжета. Версия PlayStation 3 демонстрирует графику и эффекты, отражающие традиционный стиль студии Ghibli.

## Музыка
В игре звучит музыка Дзё Хисаиси, известного написанием саундтреков для фильмов студии Ghibli. Все композиции были исполнены токийским филармоническим оркестром. Тема в конце игры Kokoro no Kakera ~ Fragments of Hearts исполнена дочерью Хисаиси Маи Фудзисавой в японской версии и хористом Арчи Бьюкененом в английской. Чтобы обеспечить достаточное качество звучания оркестровой музыки на Nintendo DS игра была записана на 4-гигабитовую игровую карту. Саундтрек вышел отдельно под названием Ni no Kuni: Shikkoku no Madoushi Original Soundtrack в Японии 9 февраля 2011 года. Полный двухдисковый саундтрек западного издания запланирован к выходу на март 2013 года. Первый диск станет переизданием японского, а второй будет содержать дополнительные композиции из PS3-версии. К нему дополнительно будет прилагаться 20-страничный буклет с артами, текстами песен и дополнительной информацией. RPGFan опубликовал положительный обзор саундтрека, сравнив его с работой Коити Сугиямы в серии Dragon Quest. Squareenixmusic.com выставил альбому максимальный балл, назвав работу Хисаиси «лучшей с момента „Унесённых призраками“».
| №                   | Название                     | Длительность |
| ------------------- | ---------------------------- | ------------ |
| 1.                  | «Ni no Kuni Main Theme»      | 3:19         |
| 2.                  | «Morning of Beginning»       | 2:35         |
| 3.                  | «Hotroit»                    | 2:11         |
| 4.                  | «Incident Occurrence!»       | 2:23         |
| 5.                  | «Arie ~Recollection~»        | 2:10         |
| 6.                  | «Shizuku»                    | 1:39         |
| 7.                  | «Mighty Magic»               | 2:01         |
| 8.                  | «Field»                      | 3:36         |
| 9.                  | «Neko Kingdom's Castle Town» | 2:45         |
| 10.                 | «Desert Kingdom's Town»      | 3:03         |
| 11.                 | «Imperial March»             | 2:23         |
| 12.                 | «Crisis»                     | 1:12         |
| 13.                 | «Tension»                    | 1:18         |
| 14.                 | «Battle»                     | 2:22         |
| 15.                 | «Jabo, the Black Wizard»     | 2:45         |
| 16.                 | «Imargen Battle»             | 2:37         |
| 17.                 | «Labyrinth»                  | 2:33         |
| 18.                 | «To The Decisive Battle»     | 3:21         |
| 19.                 | «Final Battle»               | 3:22         |
| 20.                 | «Miracle ~Reunion~»          | 2:50         |
| 21.                 | «Fragments of Hearts»        | 4:12         |
| Общая длительность: | Общая длительность:          | 54:37        |

## Отзывы
| Сводный рейтинг       | Сводный рейтинг                             |
| Агрегатор             | Оценка                                      |
| --------------------- | ------------------------------------------- |
| GameRankings          | - PS3: 85,97 % - PS4: 85,50 % - NS: 82,46 % |
| Иноязычные издания    |                                             |
| Издание               | Оценка                                      |
| Edge                  | 8/10 (PS3)                                  |
| Famitsu               | 36/40 (PS3) 38/40 (DS)                      |
| Game Informer         | 7/10 (PS3)                                  |
| GameSpot              | 9/10 (PS3)                                  |
| GameTrailers          | 9,3/10 (PS3)                                |
| IGN                   | 9,4/10 (PS3)                                |
| Joystiq               | [ 36 ]                                      |
| Русскоязычные издания |                                             |
| Издание               | Оценка                                      |
| GMbox                 | 9/10                                        |

DS-версия Ni no Kuni получила 38 из 40 баллов от Weekly Famitsu. Обзор сообщал: «Анимация, музыка и сюжет — всё вместе сочетается на самом лучшем уровне и удерживает игрока в постоянном восхищении. Способ, которым игра объединена с книгой, новаторский; очень много второстепенной информации, которая позволяет вам сильнее проникнуться сюжетом». Также в публикации указывалось, что хоть японская реклама демонстрировала как дети играют в неё, сама игра может быть слишком сложной для этой аудитории. Обзор RPG Land был очень положительным, утверждающим «Ni no Kuni — это то, что получается, когда самые обычные и простые части объединяются вместе специалистами самым восхитительным образом. В её основе простота и такой подход выходит у неё лучше, чем у большинства игр в продаже».
Японские поставщики изначально заказали 600 000 копий DS-версии Ni no Kuni, что больше чем для любой другой игры Level-5. Игра стала второй по продажам на неделе после своего выхода, продав в регионе 170 548 копий. Хино сообщил, что на февраль 2011 года было продано более 500 000 штук в Японии.
Версия PlayStation 3 Ni no Kuni была признана критиками. Игра получила 36 из 40 от Famitsu. Журналы PSM3 и Computer and Video Games дали японской версии 91 % баллов, и звание «Лучшей RPG» на E3 2012. RPGLand наградил игру высшим рейтингом «Легендарно» и заключил: «Ni no Kuni: Wrath of the White Witch ощущается как возвращение 16-битных классических RPG… Она глубоко затрагивает ностальгию и детскую жажду чудес». PlayStation LifeStyle наградил игру 10/10 баллами и сказал: «Буквально каждая деталь Ni no Kuni является хитом. Если вам нравятся jRPG, вы должны попробовать Ni no Kuni». По сравнению с DS-версией, изначально было отгружено только 164 000 копий игры и на первой неделе продано порядка 65-67 тысяч из них.
IGN дали игре рейтинг 9,4/10, описав её как «прекрасное сочетание традиций jRPG и превосходной графики, замечательной истории, великолепных персонажей и продуманного геймплея».